# Iain Turner
Iain Turner (Stirling, Escocia, 26 de enero de 1984) es un exfutbolista escocés que jugaba de portero.

## Selección nacional
Fue internacional con la selección de fútbol sub-21 de Escocia.

## Clubes
| Club                                | País       | Año       |
| ----------------------------------- | ---------- | --------- |
| Stirling Albion F. C.               | Escocia    | 2002-2003 |
| Everton F. C.                       | Inglaterra | 2003-2011 |
| Chester City F. C. (cedido)         | Inglaterra | 2004      |
| Doncaster Rovers F. C. (cedido)     | Inglaterra | 2005      |
| Wycombe Wanderers F. C. (cedido)    | Inglaterra | 2005      |
| Crystal Palace F. C. (cedido)       | Inglaterra | 2006      |
| Sheffield Wednesday F. C. (cedido)  | Inglaterra | 2007      |
| Nottingham Forest F. C. (cedido)    | Inglaterra | 2009      |
| Coventry City F. C. (cedido)        | Inglaterra | 2010      |
| Preston North End F. C. (cedido)    | Inglaterra | 2011      |
| Preston North End F. C.             | Inglaterra | 2011-2012 |
| Dunfermline Athletic F. C. (cedido) | Escocia    | 2012      |
| Barnsley F. C.                      | Inglaterra | 2014      |
| Sheffield United F. C.              | Inglaterra | 2014-2015 |
| Tranmere Rovers F. C.               | Inglaterra | 2015-2017 |
| Southport F. C.                     | Inglaterra | 2017-2018 |